# 高殿円
高殿 円（たかどの まどか、1976年4月1日 - ）は、日本の小説家。
兵庫県神戸市生まれ。女性。武庫川女子大学附属高等学校卒業、同大学文学部卒業。
診療所勤務の経験がある。
2000年、『マグダミリア 三つの星』で第4回角川学園小説大賞奨励賞を受賞しデビュー。2013年3月、『カミングアウト』で第1回エキナカ書店大賞を受賞。2023年『グランドシャトー』にて第11回大阪ほんま本大賞を受賞。2024年、『忘らるる物語』にて第23回センス・オブ・ジェンダー賞を受賞。
ファンタジー世界を舞台とするライトノベルの他、一般向けの小説や漫画原作、同人誌なども執筆している。日本推理作家協会会員。

## 作品リスト

### 小説

#### マグダミリアシリーズ
1. マグダミリア 三つの星 1 暁の王の章（2000年11月 角川ティーンズルビー文庫 / 2005年5月 角川ビーンズ文庫）- 角川ビーンズ文庫版では『王の星を戴冠せよ バンビザンデの宝冠』に改題
2. マグダミリア 三つの星 2 宰相の杖の章（2000年12月 角川ティーンズルビー文庫 / 2005年6月 角川ビーンズ文庫）- 角川ビーンズ文庫版では『永遠はわが王のために ミゼリコルドの聖杖』に改題
3. わが王に告ぐ エヴァリオットの剣（2001年3月 角川ティーンズルビー文庫 / 2001年9月 角川ビーンズ文庫）

#### 遠征王シリーズ

##### 本編
1. ジャック・ザ・ルビー 遠征王と双刀の騎士（2001年10月 角川ビーンズ文庫）
2. エルゼリオ 遠征王と薔薇の騎士（2002年1月 角川ビーンズ文庫）
3. ドラゴンの角 遠征王と片翼の女王（2002年5月 角川ビーンズ文庫）
4. 尾のない蠍 遠征王と流浪の公子（2003年1月 角川ビーンズ文庫）
5. 運命よ、その血杯を仰げ 遠征王と隻腕の銀騎士（2003年4月 角川ビーンズ文庫）

##### 外伝
1. 黎明に向かって翔べ（2002年8月 角川ビーンズ文庫）
2. 遠征王と秘密の花園（2004年11月 角川ビーンズ文庫）

#### そのときシリーズ
1. そのとき翼は舞い降りた（2003年10月 角川ビーンズ文庫）
2. そのとき鋼は砕かれた（2004年5月 角川ビーンズ文庫）
3. そのとき君という光が（2004年8月 角川ビーンズ文庫）

#### カーリーシリーズ
1. カーリー 黄金の尖塔の国とあひると小公女（2006年4月 ファミ通文庫 / 2012年10月 講談社文庫）
2. カーリー 二十一発の祝砲とプリンセスの休日（2006年10月 ファミ通文庫 / 2013年3月 講談社文庫）
3. カーリー Ⅲ 孵化する恋と帝国の終焉（2014年10月 講談社文庫）
4. カーリー 商業誌未収録短編集（2024年3月 同人誌）

#### プリンセスハーツシリーズ
1. プリンセスハーツ 麗しの仮面夫婦の巻（2007年5月 ルルル文庫）
2. プリンセスハーツ 両手の花には棘がある、の巻（2007年12月 ルルル文庫）
3. プリンセスハーツ 乙女の涙は最強の武器！の巻（2008年7月 ルルル文庫）
4. プリンセスハーツ 恋とお忍びは王族のたしなみの巻（2009年2月 ルルル文庫）
5. プリンセスハーツ 初恋よ、君に永遠のさよならをの巻（2009年8月 ルルル文庫）
6. プリンセスハーツ 誰も代わりにはなれないの巻（2009年12月 ルルル文庫）
7. プリンセスハーツ 君は運命の人だからの巻（2010年5月 ルルル文庫）
8. プリンセスハーツ 今宵はせめて夫婦らしくの巻（2010年7月 ルルル文庫）
9. プリンセスハーツ これが最後の恋の巻（2010年12月 ルルル文庫）
10. プリンセスハーツ たとえ遠く離れていてもの巻（2011年5月 ルルル文庫）
11. プリンセスハーツ 大いなる愛をきみに贈ろうの巻（2012年1月 ルルル文庫）

#### トッカンシリーズ
1. トッカン -特別国税徴収官-（2010年6月 早川書房 / 2012年5月 ハヤカワ文庫JA）
2. トッカンvs勤労商工会（2011年5月 早川書房 / 2013年2月 ハヤカワ文庫JA）
3. トッカン the 3rd おばけなんてないさ（2012年6月 早川書房 / 2014年3月 ハヤカワ文庫JA）
4. トッカン 徴収ロワイヤル（2018年3月 早川書房 / 2020年9月 ハヤカワ文庫JA）

#### 上流階級シリーズ
1. 上流階級 富久丸百貨店外商部（2013年11月、光文社 / 2019年7月、小学館文庫）
2. 上流階級 富久丸百貨店外商部 2（2016年10月、光文社 / 2019年8月、小学館文庫）
3. 上流階級 富久丸百貨店外商部 3（2021年3月、小学館文庫）
4. 上流階級 富久丸百貨店外商部 4（2022年12月、小学館文庫）

#### シャーリー・ホームズシリーズ
1. シャーリー・ホームズと緋色の憂鬱（早川書房、2014年7月 / ハヤカワ文庫JA、2016年12月）
2. シャーリー・ホームズとバスカヴィル家の狗（早川書房、2020年1月 / ハヤカワ文庫JA、2023年10月）
3. シャーリー・ホームズとジョー・ワトソンの醜聞（早川書房、2024年1月）

#### ノンシリーズ
- カミングアウト！（ソニー・マガジンズ〈ヴィレッジブックスedge〉、2006年2月）
  - （改題）カミングアウト（徳間文庫、2011年2月）ISBN 978-4-19-893307-4
- メサイア 警備局特別公安五係（角川書店、2010年12月 / 角川文庫、2013年8月 / 講談社文庫、2016年5月）ISBN 978-4-06-293296-7
- 剣と紅（文藝春秋、2012年11月）
  - （改題） 剣と紅：戦国の女領主・井伊直虎 （文春文庫、2015年5月）ISBN 978-4-16-790369-5
- マル合の下僕（しもべ）（新潮社、2014年10月）
  - （改題・改稿[9]）ポスドク！（新潮文庫、2018年1月）ISBN 978-4-10-121221-0
- 主君：井伊の赤鬼・直政伝（文藝春秋、2017年1月 / 文春文庫、2019年12月）ISBN 978-4-16-791403-5
- 政略結婚（KADOKAWA、2017年6月 / 角川文庫、2020年8月）ISBN 978-4-04-109290-3
- 戒名探偵卒塔婆くん（KADOKAWA、2018年11月 / 角川文庫、2021年7月）ISBN 978-4-04-111512-1
- 35歳、働き女子よ城を持て！（KADOKAWA、2019年4月）ISBN 978-4-04-107954-6 ※エッセイ
- グランドシャトー（文藝春秋、2019年11月 / 文春文庫、2023年1月）ISBN 978-4-16-791986-3
- コスメの王様（小学館、2022年3月）ISBN 978-4-09-386641-5
  - 初出：2021年4月より産経新聞で連載
- 芦屋山手お道具迎賓館（淡交社、2022年12月）ISBN 978-4-473-04527-0
- 忘らるる物語（KADOKAWA、2023年3月）ISBN 978-4-04-111392-9
- 私の実家が売れません！：仲介にも見放された地獄の再建築不可物件を素人が自分で売ってきた（エクスナレッジ、2024年7月）ISBN 978-4-7678-3298-2 ※エッセイ

#### ノベライズ
- ふしぎ遊戯 玄武開伝 絆～遥かなる風の子ら～（2008年6月 ルルル文庫 / 2011年6月 フラワーコミックスルルルnovel）- 原作：渡瀬悠宇

#### 未単行本化
- ネバーランド・クロニクル（イラスト：うず）

### 漫画原作
- 宇宙清掃隊ラビシス・ガーベッカーズ（叶嵐・画）
- オーダーメイドダーリン（今本次音・画）飛鳥新社、2006年7月。ISBN 978-4-87031-739-0
- 銃姫-Sincerely Night-（一文字蛍・画）
- 伯爵家御用達（篠原花那・画）
- 銃姫-Phantom Pain-（椋本夏夜・画）
- 魔界王子 devils and realist（雪広うたこ・画）
- 百花繚乱録（蒔原櫻子・画）
- インフェルノ（RURU・画）[10]
- 僕らは白い小児病棟(はこにわ)の中で（ちより・作画）
- 傀儡戦記（白浜鴎・中田春彌・山本小松・吉川景都・おかざき真里・山本亜季・作画）
- 98万円で温泉の出る築75年の家を買った（山吹・漫画）[11]

### 舞台脚本
- 「錆色のアーマ」-繋ぐ-
- 「錆色のアーマ」外伝 -碧空の梟-

## メディアミックス

### 映画
- メサイアシリーズ
  - メサイア（2011年10月15日公開、配給：ファントム・フィルム、監督：金子修介、主演：荒井敦史）
  - Messiah メサイア -漆黒ノ章-（2013年8月31日公開、配給：トリプルアップ、監督：山口ヒロキ、主演：浜尾京介）
  - Messiah メサイア -深紅ノ章-（2015年10月17日公開、配給：トリプルアップ、監督：山口ヒロキ、主演：赤澤燈）
  - MESSIAH メサイア外伝 -極夜　Polar night-（2017年6月17日公開、配給：トリプルアップ、監督：山口ヒロキ、主演：玉城裕規）
  - MESSIAH メサイア -幻夜乃刻-（2018年11月17日公開、配給：トリプルアップ、監督：山口ヒロキ、主演：杉江大志）

### テレビドラマ
- トッカン -特別国税徴収官-（2012年7月4日 - 9月19日、全10話、「水曜ドラマ」枠、主演：井上真央）
- 上流階級 富久丸百貨店外商部（2015年1月16日、フジテレビ系「赤と黒のゲキジョー」枠で放送、主演：竹内結子）
- Messiah メサイア -影青ノ章-（2015年2月20日 - 3月27日､TOKYO　MX）

### 舞台
- メサイアシリーズ
  - Messiah メサイア -銅ノ章-（2013年4月10日 - 14日、シアターサンモール、主演：松田凌）
  - Messiah メサイア -白銀ノ章-（2014年1月15日 - 19日、シアターGロッソ、主演：浜尾京介）
  - Messiah メサイア -紫微ノ章-（2014年8月20日 - 24日、サンシャイン劇場）
  - Messiah メサイア -翡翠ノ章-（2015年5月13日 - 24日、サンシャイン劇場/30日 - 31日、新神戸オリエンタル劇場）
  - Messiah メサイア -鋼ノ章-（2015年9月2日 - 13日、シアターGロッソ/19日 - 21日、新神戸オリエンタル劇場）
  - MESSIAH メサイア -暁乃刻-（2017年2月11日 - 19日、サンシャイン劇場/25日 - 26日、森ノ宮ピロティホール）
  - MESSIAH メサイア -悠久乃刻-（2017年8月31日 - 9月10日、天王洲 銀河劇場/22日 - 24日、サンケイホールブリーゼ）
  - MESSIAH メサイア -月詠乃刻-（2018年4月14日 - 22日、シアターGロッソ/27日 - 29日、メルパルクホール大阪）
  - MESSIAH TWILIGHT メサイア トワイライト -黄昏の荒野-（2019年2月7日 - 17日、サンシャイン劇場/3月1日 - 2日、メルパルクホール大阪）
  - MESSIAH メサイア -黎明乃刻-（2019年9月5日 - 8日、19日 - 23日、シアターGロッソ/13日 - 16日、メルパルクホール大阪）
- インフェルノ（2016年9月3日 - 11日、シアターGロッソ）